# Tok tok tok
tok tok tok er et soulband som kommer fra Tyskland.
Sangeren Tokunbo Akinro og saxofonisten Morten Klein begyndte med tok tok tok i 1998.
De spillede som trio med kontrabas i begyndelsen.
Senere er den blinde 
Jens Gebel der spiller Fender Rhodes, bassisten Christian Flohr, som spiller både kontrabas og basguitar kommet med i gruppen
I 2005 vandt de den franske "grand prix SACEM vocal/composition" og 
den tyske "deutscher jazz award" 